# Objetivo normal

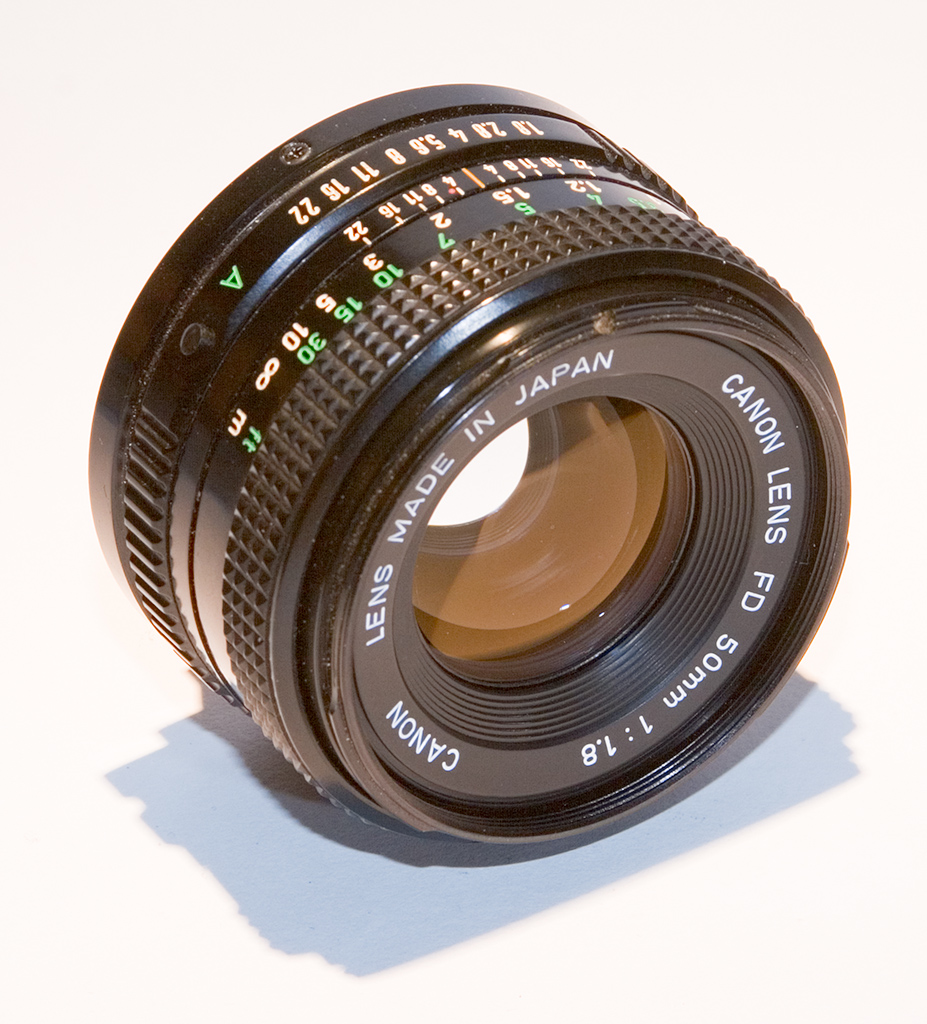
Objetivo normal de 50mm para una cámara SLR de formato pequeño.

En fotografía, se conoce como objetivo o lente normal a aquel cuya distancia focal es igual a la diagonal del formato en el que se expone la imagen (diagonal de la película o sensor digital). Con ello resulta un ángulo de visión de unos 46°, lo que se aproxima bastante al campo visual del ojo humano inmóvil.
Al contemplar una foto realizada con un objetivo normal, se obtiene la impresión de una perspectiva natural, sin distorsión de líneas como en los objetivos gran angular.
En cámaras de pequeño formato (35mm), la distancia focal empleada para un objetivo normal suele ser de 50 mm, aunque la diagonal del formato, 24x36mm, sea 43,3mm. También los hay de 55mm e incluso algunas marcas venden objetivos de hasta 60mm de distancia focal como objetivos normales. Por otra parte en algunas cámaras compactas de pequeño formato emplean distancias focales de entre 38 y 45mm.
En cámaras de formato medio con un formato de imagen de 6x4.5 una distancia focal normal sería 75mm, para
6x6 cm² la distancia focal normal sería de 80mm,  90mm para 6x7 y 105mm para los formatos de 6x9cm² (diagonal = 10,8cm), distancia focal que resultaría ligeramente angular en el formato de 9x12cm².
En cámaras de gran formato se emplean como objetivos normales los de distancias focales de 150mm para 4x5     (10x12.5cm2 ),  210mm para 5x7 y 300mm para 8x10.
Del mismo modo, en las cámaras digitales hay que tomar en cuenta la diagonal del sensor de imagen, sin importar el número de píxeles. (Ver: Factor de multiplicación de la distancia focal). Por ejemplo, en una cámara con sensor APS-C el objetivo normal sería el 30 mm. y en una cámara con sensor Full Frame se mantendría el formato de objetivo de una película de 35 mm, es decir, 50 mm.
Los objetivos cuya distancia focal sea menor que en el objetivo normal se denominan gran angulares, y aquellos cuya distancia focal sea mayor, teleobjetivos. 
Anteriormente al uso generalizado de los objetivos zoom, solían venderse las cámaras SLR normalmente con un objetivo normal, pues debido a su simplicidad de construcción óptica a menudo casi simétrica, son los objetivos más luminosos, más baratos y de mejor calidad.
Los objetivos normales tienen la distancia focal mínima para permitir el movimiento del espejo en las cámaras SLR sin tener que recurrir a una construcción de retrofoco empleada en los angulares. Por ello es más fácil la construcción de objetivos normales luminosos, que suelen tener aperturas de diafragma entre f:1,8 a f:1,4, y llegando como en el caso de Leica y Canon al f:1. La construcción de objetivos luminosos (f:2,8) de otras distancias focales es compleja y por ello resultan bastante costosos.